# Dubin-Johnsonov sindrom
Dubin-Johnsonov sindrom je poremećaj metabolizma bilirubina koji se najčešće manifestira žuticom, dok su kod manjeg broja bolesnika prisutni nespecifični simptomi kao što su mučnina, umor, proljev i bol u trbuhu. Bolest je nasljedna i nasljeđuje se autosomno recesivno.
Dubin-Johnsonov sindrom posljedica je smanjenog hepatobilijarnog prijenosa konjugiranog bilirubina (uz ostale spojeve) iz hepatocita u žuč. Za taj prijenos zadužen je kanalikularni transporter organskih aniona cMOAT. Kao posljedica taloženja pigmenta u lizosomima, jetra kod zahvaćenih bolešću biva obojena crno.
Dubin-Johnsonov sindorm ne zahtjeva liječenje. te je bolest uglavnom asimptomatska i bolesnici žive prosječni životni vijek. Uzimanje oralnih kontraceptiva i trudnoća mogu uzrokovati pojavu žutice ili nespecifičnih simptoma. 